# Igreja Matriz Nossa Senhora dos Prazeres (Caucaia)
A Igreja de Nossa Senhora dos Prazeres fica localizada em Caucaia, na Região Metropolitana de Fortaleza e constitui uma das primeiras realizações dos colonizadores do município, concluída em 1749.

## Aspectos históricos
Caucaia foi um dos primeiros núcleos de população do Ceará. Seu povoamento teve início quando chegaram aqui os jesuítas Luiz Figueiras e Francisco Pinto, homens dedicados à catequese. Conseguiram aldear os índios “Caucaias”, transformando-os em amigos e auxiliares em sua missão.
Em 15 de outubro de 1759, a aldeia dos índios Caucaias foi elevada à Vila com o nome de Soure, cuja freguesia, sob a invocação de Nossa Senhora dos Prazeres, havia sido criada a 5 de fevereiro do mesmo ano.
A Paróquia de Nossa Senhora dos Prazeres, em Caucaia, foi fundada a 23 de janeiro de 1871.
Este título de Nossa Senhora dos Prazeres, foi trazido pelos Padres Jesuítas de Portugal, no tempo do Brasil Colônia. Fizeram uma igrejinha, no lugar da Matriz atual, e deram o título de Nossa Senhora dos Prazeres.
A Imagem atual de Nossa Senhora dos Prazeres chegou em Caucaia no dia 29 de abril de 1906.
O Hino da Padroeira da freguesia de Soure “hoje Caucaia”, foi escrito em 14 de agosto de 1911 pelo Padre Climério Chaves e reformado em agosto de 1950.
Dentre as festas tradicionais de Caucaia tem destaque especial a de Nossa Senhora dos Prazeres, padroeira do município, comemorada desde 1759. Tem início no dia 5 de agosto, com o tradicional hasteamento da Bandeira, terminando no dia 15 do mesmo mês atraindo grande número de pessoas dos municípios vizinhos.

## Relação dos Sacerdotes que foram Vigários da Paróquia
- Padre Cicinato do Carmo Chaves – 1871;
- Padre Manuel Maria da Conceição – 1873;
- Padre José Ferreira Pontes – 1875;
- Padre Pedro Leopoldo Feitosa – 1879;
- Padre Luiz de Sousa Leitão – 1888;
- Cônego Bernardino Lustosa – 1890;
- Cônego Bruno Rodrigues da Silva – 1893;
- Cônego Bernardino Lustosa (2ª vez) – 1884;
- Padre José Joaquim Rocha – 1897;
- Padre Irineu Bezerra – 1898;
- Padre Climério Chaves – 1902;
- Padre Alfredo Soares Silva – 1912;
- Padre José Romualdo de Sousa – 1915.

### Os Sacramentinos
- Padre Antoni Kaas – 1948;
- Padre Teófilo Govaert – 1953;
- Padre Renato Bévort – 1958;
- Padre Edmundo Cops – 1963;
- Padre Teófilo Govaert –1964;
- Padre Adriano Van Der Zalm – 1968;
- Padre Francisco Antonio Apôlonio – 1979;
- Padre Tula (Vigário paroquial);
- Padre Vital Elias Filho – 1982 – 2001;
- Padre Francisco Adair Ramos de Abreu – 2001;
- Padre José Francisco de Sousa-Pároco;
- Pe. José Fonseca da Silva Filho.

#### Observações
1. Padre Alfredo conseguiu o relógio da torre;
2. Padre Romualdo terminou a construção da torre, colocou os sinos[6], montou o relógio, fez duas naves laterais da Matriz e colocou o mosaico que ainda está no altar mor (1916).

## Ação Pastoral
- Missão
- Formação
- Família
- Juventude

## Comunidades por Setores
A Paróquia é composta por 23 comunidades: sendo 10 na zona rural e 13 na área urbana da cidade.
- I.  Parque São Gerardo, Parque Soledade, Açude.
- II. Pe. Romualdo, Itambé I e Itambé II
- III. Grilo, Vila Góes, Novo Pabussú e Cabatan
- IV. Curicaca, Itapuã e Bom Jesus.
- V. Córrego do Alexandre, Mangabeira, Camará I e Camará II
- VI. Garrote, Lagoa Salgada, Japuara e Tabuleiro Grande.

## Área de Missão
- Garrote Village;
- Village das Palmeiras.

## Pastorais Sacramentais
- Batismo;
- Catequese;
- Matrimônio;
- Sav;
- Liturgia;
- Pastoral Familiar;
- Mesc;
- Ministro da Palavra.

## Pastorais Sociais
- Pastoral da Saúde;
- Pastora da Criança;
- Pastoral da Juventude;
- Pastoral do Dízimo;
- Pastora Arte e Cultura;
- Pastoral da Comunicação;
- Pastoral da Sobriedade;
- Pastoral Fé e Política;
- Pastoral Infância Missionária;
- Pastoral da Educação;
- Pastoral Universitária.

## Movimentos
- EJC;
- ECC;
- Mãe Rainha;
- Apostolado da Oração;
- Terço dos Homens;
- Legião de Maria;
- Círculo Bíblico;
- Neo Catecumenato;
- Shalom;
- Totus Tuus.

## Secretariado Pastoral
- Equipes de celebração;
- Equipe de acolhimento;
- Serviço de Animação Vocacional (SAV);
- Equipe de Formação.